# 周寀
周寀（1541年—1592年），原名周角，中举後改名，字濟甫，號三泉，自称穀似道人，江西安福人，明朝官員。

## 生平
治《書經》，行九，由府學附學生中式嘉靖三十七年戊午科（1558年）江西鄉試第二十名舉人，年二十二歲中式嘉靖四十一年（1562年）壬戌科會試第七十三名，第三甲第一百二十五名進士。次年授浙江嘉兴县知县，四十三年调任华亭县，擢禮部祠祭司主事，改吏部稽勋司主事，調验封司主事，隆慶四年（1570年）八月升浙江按察司佥事。称病归乡。
萬曆二年（1574年）八月以举荐起补福建佥事，以张居正柄政，推辞未赴任。家居十五年，從羅洪先學。十一年（1573年）九月復起广东佥事，督理盐政，十二年七月升南京通政司右参议，历右通政，十五年十月升都察院右佥都御史、巡抚福建，十七年七月升大理寺卿，十八年四月升为兵部右侍郎兼右佥都御史、总督漕运巡抚凤阳等处，十九年五月改任吏部右侍郎，因母亲生病，九月多次以病求回籍养亲，最终皇帝允许，二十年七月卒于家。

## 家族
曾祖周颖。祖父周佥，壽官。父周祺。母王氏。具庆下。兄宫、商、弟徵、羽。